# Российский общенародный союз
Росси́йский общенаро́дный сою́з (РОС) — консервативная политическая партия, преобразованная из одноимённого общественно-политического движения на съезде 17 декабря 2011 года. В разные годы, лидеры и члены Российского общенародного союза осуществляли политическую деятельность в партиях «Народная Воля» (2001—2007) которая была переименована в «Народный союз» и в 2011 вошла в состав «Российского общенародного союза». Лидер — Сергей Николаевич Бабурин.

## История

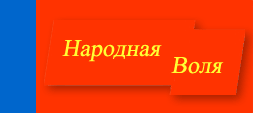
«Народная Воля» — название и флаг партии с 2001 по 2007 год

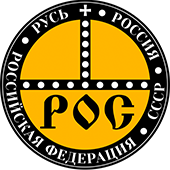
Предыдущий логотип партии

Российский общенародный союз как общественно-политическое движение был создан по инициативе народных депутатов РСФСР — членов депутатской группы «Россия». Учредительная конференция, прошедшая в Москве 26 октября 1991 года провозгласила образование РОС.
Первый съезд РОС состоялся 21 декабря 1991 года. В его работе приняли участие 628 делегатов, представлявших 23 региональных организации движения. Среди участников съезда было 117 народных депутатов всех уровней, 98 делегатов из республик, краёв и областей.
Съезд одобрил принятый на Учредительной конференции Устав движения, принял программу «За экономику прагматизма и справедливости», ряд заявлений и обращений, сформировал руководящие органы движения. Председателем Координационного Совета РОС был избран народный депутат РСФСР, координатор парламентской фракции «Россия» Сергей Бабурин. 26 февраля 1992 года Министерство юстиции РСФСР зарегистрировало движение.
21 февраля 1993 года в Москве открылся II съезд РОС. В его работе приняли участие 528 делегатов от 25 регионов страны, гости из Приднестровья, Молдовы, Абхазии, Крыма, представители 14 партий и организаций.
II съезд РОС внёс изменения в Устав движения, принял ряд документов, избрал руководящие органы и выдвинул избирательный список кандидатов в депутаты в Государственную Думу ФС РФ.
19 — 20 февраля 1994 года в Москве прошёл III съезд РОС. 139 делегатов представляли 49 региональных организаций РОС из 46 субъектов Российской Федерации. На съезде движение было преобразовано в политическую партию «Российский общенародный союз»
Председателем политической партии съезд избрал депутата Государственной думы России, координатора депутатской группы «Российский путь» С. Бабурина.
На IV съезде 25-26 марта 1995 г. была принята новая программа.
В 1995 г. РОС выступил одним из учредителей блока «Власть — народу!». Список блока «Власть — народу!» не преодолел на думских выборах 5 % барьера. Однако, выдвинутые или поддержанные блоком, по одномандатным округам в Государственную Думу ФС РФ были избраны 12 депутатов, в том числе пять членов РОС: С. Бабурин, А. Грешневиков, С. Глотов, Н. Зацепина, И. Аничкин, что позволило создать в Думе депутатскую группу «Народовластие» в количестве 41 депутата.
На выборах в Государственную думу 1999 г. политическая партия выдвинула самостоятельный список. Депутатами Государственной думы по одномандатным округам были избраны А. Грешневиков и В. Алкснис.
XI съезд РОС, состоявшийся 21 апреля 2001 года, назвал первоочередной задачей создание единой политической партии, объединяющей организации патриотической, социал-демократической и социалистической ориентации.
22 декабря 2001 года четыре общественно-политических организации России — «Российский общенародный союз» («РОС»), «Союз реалистов», «Спас» и «Русское Возрождение» на Учредительном съезде в Москве, в работе которого приняли участие 256 делегатов из 57 субъектов Российской Федерации, решили создать новую партию «Партия Национального Возрождения „Народная Воля“». Съезд утвердил Устав и Программу партии, избрал Центральный Политический Совет, Президиум ЦПС, Председателя партии, которым стал известный политик России, доктор юридических наук С. Н. Бабурин. 17 июля 2002 года Партия зарегистрирована в Минюсте, а 30 декабря прошла регистрацию с 58 региональными отделениями.
Осенью 2003 года Партия «Народная воля» вошла в состав Избирательного блока «Родина (народно-патриотический союз)», став одной из трёх блокообразующих партий. Преодолев 5-процентный барьер 7 декабря 2003 года, блок «Родина» прошёл в Госдуму, набрав 9,2 % голосов избирателей. 5,5 миллионов граждан России поддержали, таким образом программу блока «Социальная справедливость и экономический рост». Была сформирована фракция «Родина», в состав которой вошли 9 депутатов — членов партии «Народная воля»: В. И. Алкснис, С. Н. Бабурин, И. К. Викторов, С. А. Глотов, А. Н. Грешневиков, Н. С. Леонов, Н. А. Павлов, И. В. Савельева, А. В. Фоменко. С. Н. Бабурин избран Заместителем Председателя Государственной Думы РФ.
В 2004—2005 году региональные отделения ПНВ «Народная воля» активно принимали участие в выборах в органы законодательной и исполнительной власти. Многие члены «Народной воли» стали депутатами региональных представительных органов государственной и муниципальной власти в Ярославской, Тульской, Сахалинской, Калужской, Ростовской областях, Красноярском крае и других регионах.
В 2006 году Бабурин принимал участие в «Русском марше» в Москве.
VII съезд Партии Национального Возрождения «Народная Воля» состоялся 24 марта 2007 года в Москве. Съезд переименовал Партию «Народная Воля» в политическую партию «Народный союз» и одобрил «Акт единения национальных и народно-патриотических сил России», подписанный от имени партии С. Н. Бабуриным. В связи с переименованием партии внесены изменения в её устав. Принято решение о подготовке партийной программы «Народного Союза». Съезд принял Манифест «Народного Союза».
20 сентября 2007 года состоялся VIII (внеочередной) Съезд политической партии «Народный Союз», на котором был выдвинут федеральный список кандидатов в депутаты Государственной Думы Федерального Собрания Российской Федерации пятого созыва в количестве 581 кандидата (количество региональных групп 95). Список не был зарегистрирован по причине не утверждения ЦИК подписей в поддержку кандидатов в депутаты.
22 декабря 2007 года IX съезд Партии избрал на очередной срок новые руководящие органы.
13 декабря 2008 года политическая партия «Народный союз» на своём X (внеочередном) съезде была реорганизована путём присоединения к Общероссийскому общественному движению «Российский общенародный союз».
17 декабря 2011 года состоялся съезд Общероссийского общественного движения «Российский общенародный союз».
На съезде присутствовало 176 делегатов из 54 субъектов Российской Федерации.
Съезд принял решение преобразовать общероссийское общественное движение «Российский общенародный союз» в политическую партию «Российский общенародный союз», а также утвердил Устав и Программу партии, избрал Центральный политический совет партии в количестве 91 человека, Президиум ЦПС в количестве 15 человек, Председателя партии и его заместителей, секретарей ЦПС и Совет Старейшин партии.
Председателем партии избран С. Н. Бабурин, заместителями — И. В. Савельева, С. С. Стебанов, Р. П. Зенцов, И. Б. Миронов.
22 декабря 2017 съезд партии «Российский общенародный союз» на выборах в президенты РФ выдвинул кандидатом своего председателя Сергея Бабурина, который получил 479 013 (0,65 %) голосов избирателей.
В единый день голосования 8 сентября 2019 года партия участвовала в выборах Тульской Городской Думы. По спискам набрала 4 % голосов, однако депутатом был избран кандидат от партии в одномандатном округе.
РОС также подала списки на участие в выборах в Законодательные собрания Тульской области и Республики Татарстан, однако партия получила отказы в регистрации кандидатов.
Также партия выдвинула кандидата на пост мэра Новосибирска. Им стала Пинус Наталья Ивановна, которая на выборах заняла 4 место, получив 20324 голосов (8,28 %)
В июне 2020 партия вошла в левоцентристскую коалицию «Победа» созданную по инициативе лидера «Партии возрождения России» Игоря Ашурбейли.
В единый день голосования 2020 партия РОС выдвигает кандидата на досрочные выборы губернатора Камчатского края, однако ему отказывают в регистрации.
Также партия выдвигает список на выборы в законодательное собрания Челябинской области, однако ЦИК отказывает в заверении списка.
3 июля 2021 года партия выдвинула список кандидатов для участия в выборах депутатов Государственной думы восьмого созыва, так же РОС выдвинула списоки кандидатов на выборы в законодательные собрание Нижегородской области, республик Дагестана и Ингушетии. Однако они не были зарегистрированы из за недостатка подписей.
10 августа 2021 года партии было отказано в регистрации федерального списка кандидатов в депутаты Государственной Думы восьмого созыва. Незадолго до этого из партии был исключён лидер московского городского отделения, муниципальный депутат района Вешняки Михаил Бутримов, поддержавший протесты в Беларуси. 10 сентября 2021 года, лидер партии РОС, Сергей Бабурин, объявил о том, что РОС поддержит список партии «Родина», на выборах в Государственную думу.
В единый день голосования 2022 Российский Общенародный Союз выдвинул юриста Ивана Волкова на выборы губернатора Свердловской области, однако тот не смог преодолеть муниципальный фильтр и не был зарегистрирован.
В июне 2025 года Министерство юстиции Российской Федерации обратилось в Верховный суд с иском о ликвидации партии в связи с длительным неучастием в минимально необходимом числе избирательных кампаний.
21 июля 2025 года Верховный суд удовлетворил иск Минюста о ликвидации партии.

## Идеология партии
- Россия должна быть государством, в котором русский народ и породнённые с ним коренные народы России могут беспрепятственно реализовывать весь комплекс своих естественных и позитивных прав (экономических, социальных, политических, культурных и др.), используя для этого данные Богом природные и иные неотчуждаемые ресурсы.
- Православие — основа духовно-нравственной жизни страны и народа, а Русская православная церковь — считается главной хранительницей устоев жизни нации, её вековых традиций и обычаев, исконных ценностей и нравственных императивов.
- Социальная справедливость — фундаментальный принцип российского общества.
- Главные признаки сильной и авторитетной власти — нравственность, воплощение принципа «государство для человека», ответственность перед Богом и Народом за свои деяния.
- Достойно оплачиваемый труд российских граждан, а также обеспечение и защита достойных условий труда — залог развития и процветания русского и породнённых с ним иных коренных народов России, преодоления сложившегося катастрофического расслоения в российском обществе.
- Россия будущего — это государство с действенной, социально ориентированной экономикой, развитие которой осуществляется для обеспечения общих материальных нужд общества, а не для безудержного обогащения олигархии за счёт всего остального общества;
- Российский общенародный союз ставит целью скорейшее воссоздание прочного государственного союза трёх славянских государств-республик бывшего СССР — Российской Федерации, Белоруссии и Украины, с ясной перспективой дальнейшего перерастания данного объединения в единое надгосударственное образование по типу Европейского союза.
- Ужесточение миграционного законодательства, введение визового режима с наркопроизводящими странами Средней Азии.

## Участие в выборах в Государственную Думу
| Год                                       | %    | Место | Количество полученных мандатов |
| ----------------------------------------- | ---- | ----- | ------------------------------ |
| 1993                                      | -    | -     | -                              |
| 1995 (в составе блока «Власть — народу!») | 1,61 | 7/43  | 9                              |
| 1999                                      | 0,37 | 18/26 | 2                              |
| 2003 (в составе блока «Родина»)           | 9,02 | 4/23  | 37 (вкл. одномандатные округа) |
| 2007                                      | -    | -     | Не допущены                    |
| 2021                                      | -    | -     | Не допущены                    |

## Члены координационного совета
- Павлов, Николай Александрович — с декабря 1991 года до 2024 года (умер в 2024 году)